# 珀金斯 (明尼蘇達州)
珀金斯（英語：Perkins）是位於美國明尼蘇達州休斯頓縣馬尼克里克鎮區的一個非建制地區。

## 地理
珀金斯所處的海拔為高於海平面231米（即758英呎），而該地所採用的時區為UTC-6，即北美中部時區（CST）。同時該地設有夏令時間，為UTC-6調快一小時，即UTC-5（CDT）。